# Socrate
Socrate (in greco antico: Σωκράτης?, Sōkrátēs, pronuncia: [sɔːkrátɛːs]; Atene, 470 a.C./469 a.C. – Atene, 399 a.C.) è stato un filosofo greco antico, uno dei più importanti esponenti della tradizione filosofica occidentale.
Il contributo più importante che egli ha dato alla storia del pensiero filosofico consiste nel suo metodo d'indagine: il dialogo che utilizzava lo strumento critico dell'elenchos (ἔλεγχος, élenchos = "confutazione") applicandolo prevalentemente all'esame in comune (ἐξετάζειν, exetàzein) di concetti morali fondamentali. Per questo Socrate è riconosciuto come padre fondatore dell'etica o filosofia morale.
È considerato il vero padre della filosofia occidentale.

## Biografia

### Origini e formazione
(Platone, Apologia di Socrate, trad. di Manara Valgimigli, in Id., Opere, a cura di G. Giannantoni, 2 voll., Laterza, Bari 1966, vol. 1, 21d, p. 39)

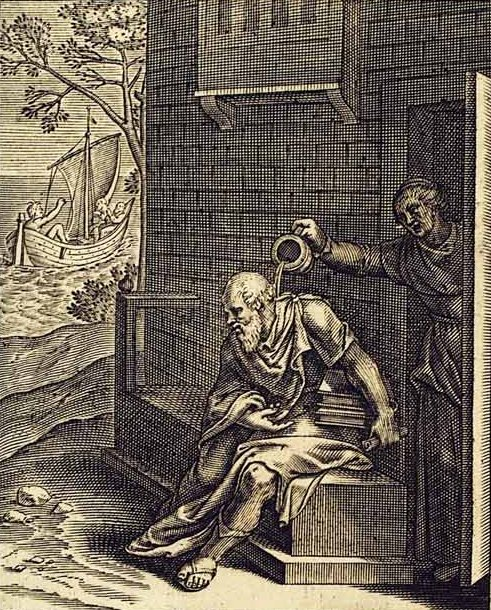
Socrate e Santippe: incisione di Otto van Veen, XVII secolo

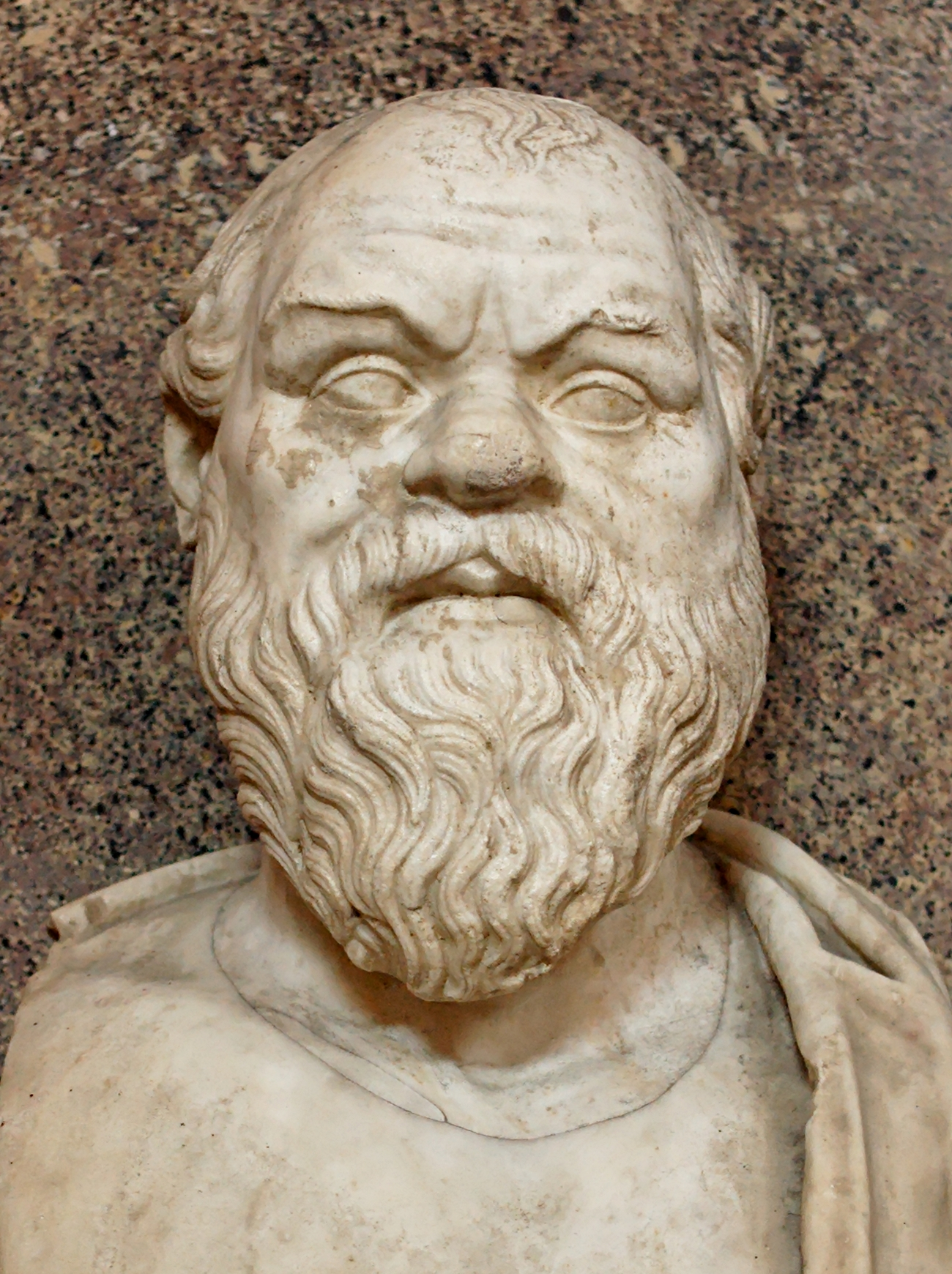
Busto di Socrate conservato nei Musei Vaticani

Il padre di Socrate, Sofronisco, fu uno scultore del demo di Alopece, ed è possibile che abbia trasmesso tale mestiere al giovane figlio, anche se nessuna testimonianza gli attribuisce alcun mestiere: in tal senso, secondo Diogene Laerzio (Vite dei filosofi, II, 19), opera di Socrate sarebbero state le Cariti, vestite, sull'acropoli di Atene. Sua madre, Fenarete, che aveva già avuto un figlio di nome Patrocle da un precedente matrimonio con Cheredemo, sarebbe stata una levatrice.
Probabilmente Socrate era di famiglia benestante, di origini aristocratiche: nei dialoghi platonici non risulta che egli esercitasse un qualsiasi lavoro e del resto sappiamo che egli combatté quando era tra i 40 e i 50 anni come oplita nella battaglia di Potidea, e in quelle di Delio e di Anfipoli. È riportato nel dialogo Simposio di Platone che Socrate fu decorato per il suo coraggio. In un caso, si racconta, rimase al fianco di Alcibiade ferito, salvandogli probabilmente la vita. Durante queste campagne di guerra dimostrò di essere straordinariamente resistente, marciando in inverno senza scarpe né mantello; così attesta Alcibiade:

### L'attività politica
Nel 406, come membro del Consiglio dei Cinquecento (Bulé), Socrate fece parte della Pritania quando i generali della battaglia delle Arginuse furono accusati di non avere soccorso i feriti in mare e di non avere seppellito i morti per inseguire le navi spartane. Socrate ricopriva la carica di epistate e fu l'unico nell'assemblea che si oppose alla richiesta illegale di un processo collettivo contro i generali. Nonostante pressioni e minacce bloccò il procedimento fino alla conclusione del suo mandato quando infine sei generali ritornati ad Atene furono condannati a morte. Nel 404 i Trenta Tiranni ordinarono a Socrate e ad altri quattro cittadini di arrestare il democratico Leone di Salamina affinché fosse mandato a morte. Socrate si oppose all'ordine «preferendo – secondo quanto tramandato dalla platonica Lettera VII – correre qualunque rischio che farsi complice di empi misfatti».

### Le accuse politiche
(lettera d'accusa contro Socrate presentata da Meleto in Diogene Laerzio, Vita e dottrine dei filosofi, II, 5, 40.)
Il continuo dialogare di Socrate, attorniato da giovani affascinati dalla sua dottrina e da importanti personaggi, nelle strade e piazze della città fece sì che egli venisse scambiato per un sofista dedito ad attaccare imprudentemente e direttamente i politici. Il filosofo, infatti, dialogando con loro dimostrò come la loro vantata sapienza in realtà non esistesse. Socrate venne quindi ritenuto un pericoloso nemico politico che contestava i tradizionali valori cittadini.
Per questo Socrate, che aveva attraversato indenne i regimi politici precedenti, che era rimasto sempre ad Atene e che non aveva mai accettato incarichi politici, fu accusato e messo sotto processo, dal quale poi sarebbe derivata la sua condanna a morte.
Causa materiale del processo furono due esponenti di rilievo del regime democratico, Anito e Licone, i quali, servendosi di un prestanome, Meleto, un giovane ambizioso, fallito letterato, accusarono il filosofo di:
- corrompere i giovani insegnando dottrine che propugnavano il disordine sociale;
- non credere negli dei della città e tentare di introdurne di nuovi (empietà).

L'accusa di "ateismo", che rientrava in quella di "empietà" (ἀσέβεια, asebeia), condannato da un decreto di Diopeithes all'incirca nel 430 a.C., fu evidentemente un pretesto giuridico per un processo politico, poiché l'ateismo era sì ufficialmente riprovato e condannato ma tollerato e ignorato se affermato privatamente. Poiché la religione e la cittadinanza erano ritenute un tutt'uno, accusando Socrate di ateismo lo si incolpò di avere cospirato contro le istituzioni e l'ordine pubblico. D'altra parte Socrate non aveva mai negato l'esistenza degli dei della città ed eluse facilmente l'accusa sostenendo di credere in un dáimon, creatura minore figlia delle divinità tradizionali.
Lisia si offrì di difendere Socrate, ma egli rifiutò probabilmente perché non voleva confondersi con i sofisti e preferì difendersi da solo. Descritto da Platone nella celebre Apologia di Socrate, il processo evidenziò due elementi:
- che da chi non lo conosce, Socrate è stato confuso con i sofisti considerati corruttori morali dei giovani e
- che egli era odiato dai politici.

Riguardo all'accusa di corrompere i giovani essa va spiegata con il fatto che Socrate era stato maestro di Crizia e di Alcibiade, due personaggi che nell'Atene della restaurazione democratica godevano di pessima fama. Crizia era stato il capo dei Trenta tiranni e Alcibiade, per sfuggire al processo che gli era stato intentato, aveva tradito Atene ed era passato a Sparta, combattendo contro la propria patria. Furono tali rapporti di educatore che ebbe con questi due personaggi a porre le basi dell'accusa di corrompere i giovani.
Oggi la critica più attenta ha dimostrato che il processo e la morte di Socrate non furono un avvenimento incomprensibile rivolto contro un uomo, apparentemente trascurabile e non pericoloso per il regime democratico, che voleva ricostruire un'unità politica e spirituale all'interno della città. Uno studioso inglese scrive infatti che fu principalmente:

### Il processo
Il processo a Socrate si tenne ad Atene nel 399 a.C. innanzi a una giuria di 501 cittadini e, com'era da aspettarsi per una figura come quella di Socrate, fu atipico: egli si difese contestando le basi del processo, anziché lanciarsi in una lunga e pregevole difesa o portando in tribunale la sua famiglia per impietosire i giudici, come di solito si faceva. Fu riconosciuto colpevole per appena trenta voti di margine. Dopodiché, come previsto dalle leggi dell'Agorà, sia Socrate sia Meleto dovettero proporre una pena per i reati di cui l'imputato era stato accusato. Socrate sfidò i giudici proponendo loro di essere mantenuto a spese della collettività nel Pritaneo, poiché riteneva che anche a lui dovesse essere riconosciuto l'onore dei benefattori della città, avendo insegnato ai giovani la scienza del bene e del male. Poi consentì di farsi multare, seppur di una somma ridicola (una mina d'argento dapprima, cioè tutto quello che egli possedeva; trenta mine poi, sotto pressione dei suoi seguaci, che si fecero garanti per lui). Meleto chiese invece la morte.
Furono messe ai voti le proposte: con ampia maggioranza (360 voti a favore contro 140 contrari), più per l'impossibilità di punire Socrate multandolo di una somma così ridicola che per l'effettiva volontà di condannarlo a morte, gli ateniesi accolsero la proposta di Meleto e lo condannarono a morire mediante l'assunzione di cicuta. Era pratica diffusa autoesiliarsi dalla città pur di sfuggire alla sentenza di morte, ed era probabilmente su questo che contavano gli stessi accusatori. Socrate dunque intenzionalmente irritò i giudici, che non erano in realtà mal disposti verso di lui; Socrate in effetti aveva già deciso di non andare in esilio, in quanto anche fuori di Atene avrebbe persistito nella sua attività: dialogare con i giovani e mettere in discussione tutto quello che si vuol fare credere verità certa.
Sostenne Socrate:
Del resto, egli non temeva la morte, che nessuno sa se sia o no un male, ma la preferiva all'esilio, per lui sì un male sicuro.

#### L'accettazione della condanna
Come racconta Platone nel dialogo del Critone, Socrate, pur sapendo di essere stato condannato ingiustamente, una volta in carcere rifiutò le proposte di fuga dei suoi discepoli, che avevano organizzato la sua evasione corrompendo i carcerieri. Ma Socrate non sfuggirà alla sua condanna poiché «è meglio subire ingiustizia piuttosto che commetterla»; egli accetterà la morte che d'altra parte non è un male perché o è un sonno senza sogni, oppure darà la possibilità di visitare un mondo migliore dove, dice Socrate, s'incontreranno interlocutori migliori con cui dialogare. Quindi egli continuerà persino nel mondo dell'aldilà a professare quel principio a cui si è attenuto in tutta la sua vita: il dialogo.
Secondo il Suida (X° sec.) nell'antica Grecia ai condannati a morte si dava l'opportunità di scegliere il tipo di esecuzione tra daga (sgozzatura), laccio (soffocamento) e cicuta (avvelenamento). Quindi sarebbe stato lo stesso Socrate a scegliere la morte per cicuta.
Si pone a questo punto uno dei temi più dibattuti della questione socratica, cioè il rapporto tra Socrate e le leggi: perché Socrate accetta l'ingiusta condanna?

#### La morte
Ma chi di noi vada verso ciò che è meglio, è oscuro a tutti, tranne che al dio.»
(Platone, Apologia di Socrate, 42a, tr. di Giovanni Reale)

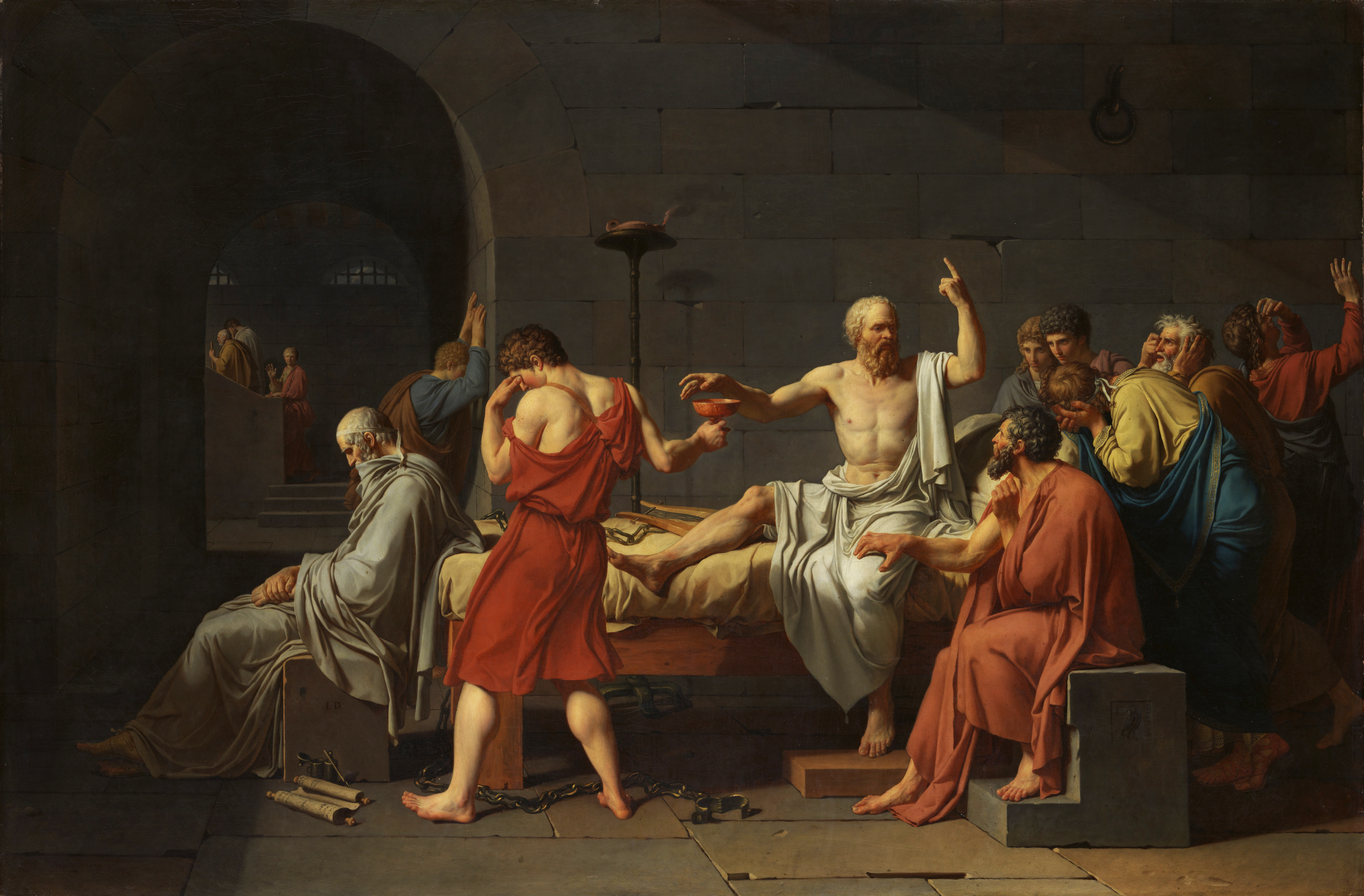
Morte di Socrate, tela di Jacques-Louis David (Metropolitan Museum of Art, New York)

La morte di Socrate ci viene dettagliatamente descritta da Platone, che tuttavia non era presente alla fine del maestro, nel dialogo del Fedone. Nell'ultimo giorno di vita di Socrate erano invece presenti Euclide di Megara e Terpsione col quale dialoga nel Teeteto. Socrate trascorre serenamente, secondo le sue abitudini, la sua ultima giornata in compagnia dei suoi amici e discepoli, dialogando di filosofia come aveva sempre fatto, e in particolare affrontando il problema dell'immortalità dell'anima e del destino dell'uomo nell'aldilà.
Quindi Socrate si reca in una stanza a lavarsi per evitare alle donne il fastidio di accudire al suo cadavere. Tornato nella cella, dopo avere salutato i suoi tre figlioli (Sofronisco, dal nome del nonno, Lamprocle e il piccolo Menesseno) e le donne di casa, li invita ad andarsene. Scende il silenzio nella prigione sino a quando giunge il messo degli Undici ad annunciare a quel singolare prigioniero, così diverso dagli altri, come egli dice, per la sua gentilezza, mitezza e bontà, che è giunto il tempo di morire. L'amico Critone vorrebbe che il maestro, come hanno sempre fatto gli altri condannati a morte, rimandasse ancora l'ultima ora poiché non è ancora il tramonto, il tempo stabilito dalla condanna, ma Socrate:

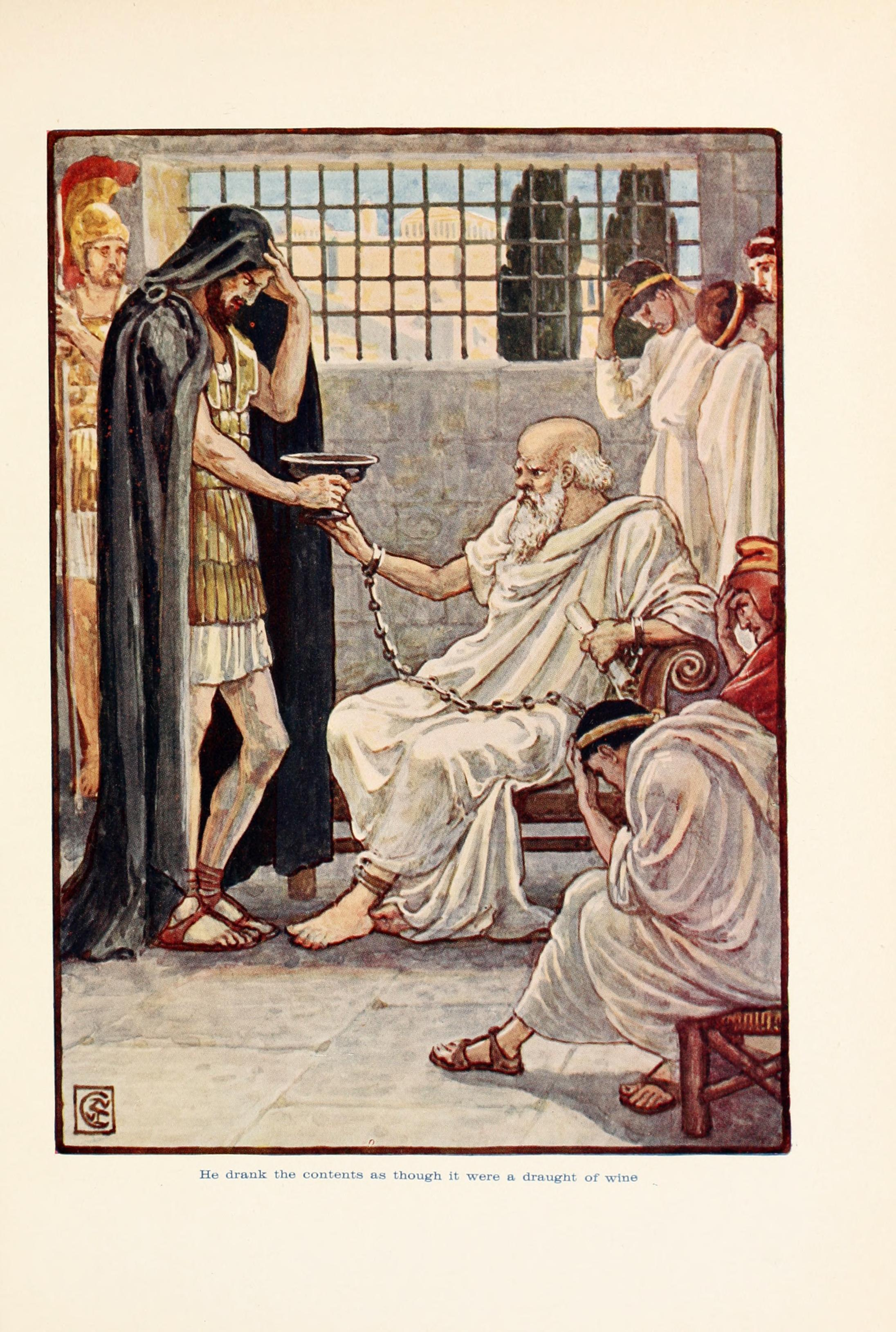
Socrate decide di bere la cicuta, in un fumetto novecentesco.

Giunto il carceriere incaricato della somministrazione della cicuta, Socrate si rivolge a lui, poiché in questo "dialogo" è lui il più "sapiente", chiedendogli che cosa si deve fare e se si può libare a un qualche dio. Il boia risponde che basta bere il veleno che è della giusta quantità per morire e non è quindi possibile usarne una parte per onorare gli dèi. Socrate allora dice che si limiterà a pregare la divinità perché gli assicuri un felice trapasso e, così detto, beve la pozione, poi cammina finché il veleno non fa effetto.
Gli amici a questo punto si abbandonano alla disperazione ma Socrate li rimprovera facendo, lui che sta morendo, a loro coraggio:
Il paralizzarsi e il raffreddarsi delle membra, divenute insensibili, dai piedi verso il torace, segnala il progressivo avanzare del veleno:

#### Il ringraziamento ad Asclepio

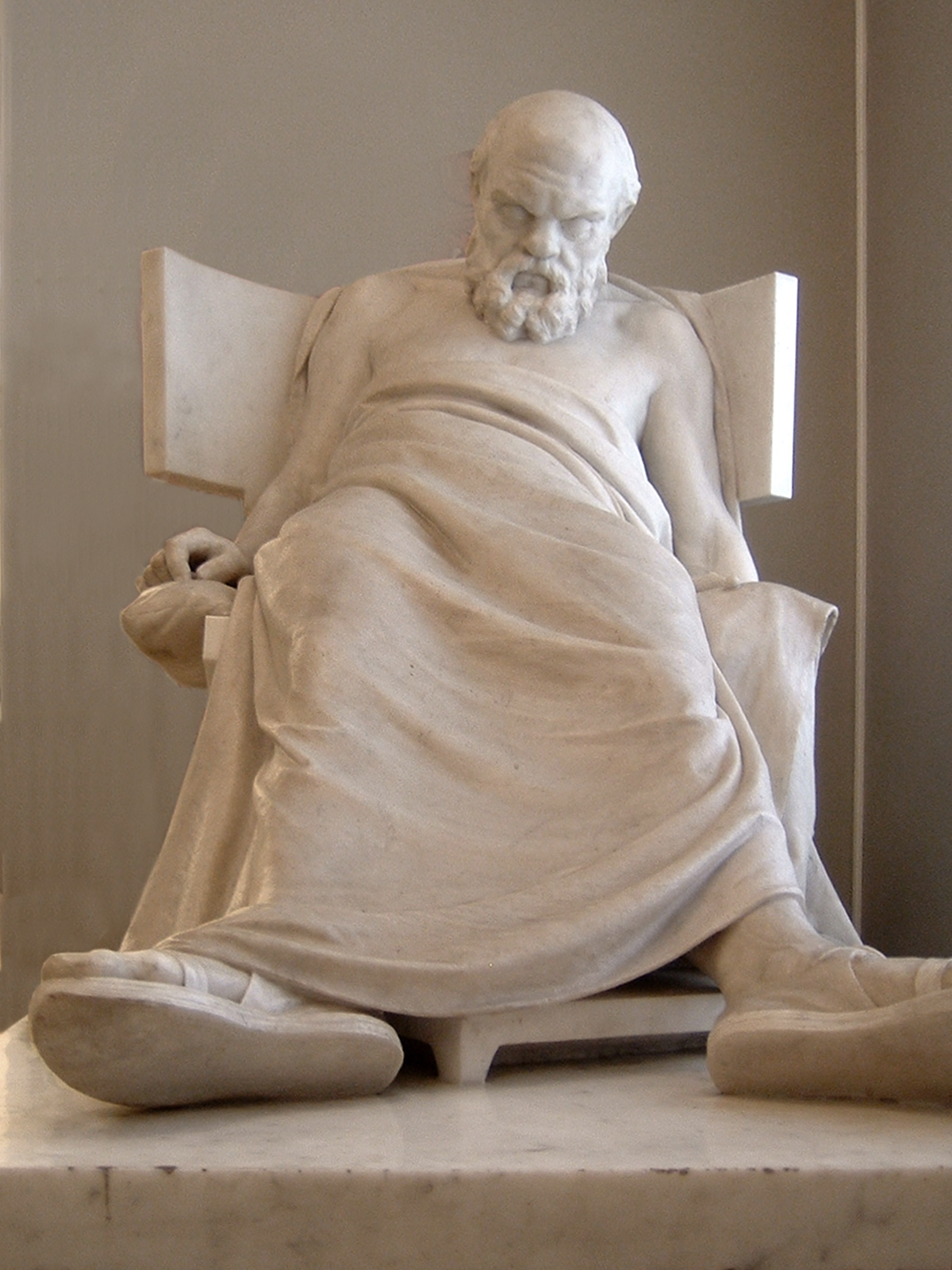
«Un sonno senza sogni» (Platone, Apologia di Socrate)

Queste ultime parole di Socrate morente hanno dato luogo a varie interpretazioni da parte degli studiosi: quella più semplice e diffusa è che egli, che non vuole lasciare debiti irrisolti né con gli uomini né con gli dèi, prega Critone di ringraziare per suo conto il dio Asclepio (l'Esculapio per i romani) per avergli reso la morte indolore, come egli dice poco dopo il rifiuto del carceriere alla possibilità di libare con il veleno preparato nella giusta quantità per morire («pregare gli dei che il trapasso da qui all'al di là, avvenga felicemente, questo mi pare sia lecito; questo io voglio fare e così sia»).
Un'altra interpretazione vede un'analogia riguardo alle circostanze, che, descritte da Tacito, sembrano avere una certa somiglianza con la fine di Socrate, delle morti dei filosofi romani Seneca e Trasea Peto che libarono a Giove Liberatore per ringraziarlo perché, sia pure con la morte, li liberava dai loro nemici e, in quel caso, principalmente da Nerone. Quindi è possibile che Socrate volesse ringraziare per essere stato, in quel modo, liberato dai suoi persecutori in modo da non dovere compromettere la propria integrità morale, sottomettendosi a loro o abiurando le sue convinzioni.
Altri ritengono, come Friedrich Nietzsche, che Socrate ringrazi il dio della medicina per averlo guarito dalla malattia del vivere:
Coerente con questa interpretazione è lo stesso mito di Asclepio, che narra come questi avesse guarito un morto resuscitandolo, attirandosi per l'atto sacrilego l'ira di Zeus che lo fulminò riducendolo in cenere.
Interpreti moderni, rifacendosi allo stesso racconto della morte di Socrate, avanzano l'ipotesi che con queste parole egli voglia ingraziarsi il dio perché guarisca il suo discepolo Platone che all'inizio del dialogo è descritto come ammalato; altri ancora che Socrate preghi il dio che lo risani dal disonore subìto per la condanna come corruttore e empio da parte degli ateniesi. Invero però Socrate non dice "devo" ma "dobbiamo", riferendosi quindi a più persone, un gallo ad Asclepio.
Del plurale dobbiamo fornisce un'interpretazione, ripresa anche da Michel Foucault (1926-1984), Georges Dumézil (1898-1986) secondo il quale Critone e Socrate stesso devono il gallo ad Asclepio perché, grazie a un provvidenziale sogno, sono guariti da un delirio delle loro menti, che suggeriva, soprattutto a Critone, di fare fuggire Socrate dal carcere sottraendosi alle Leggi.
Alcuni autori, mettendo da parte ogni sottigliezza ermeneutica, sostengono che le ultime parole di Socrate non siano altro che il delirio senza senso di un moribondo, a causa del veleno.
Franz Cumont sostiene che non sia casuale il riferimento di Socrate al gallo, in quanto questo animale, sacro ad Asclepio, nel mito greco, aveva il potere di scongiurare, allontanare o annullare influssi maligni anche oltre la morte.
Infine altri autori ritengono che Socrate voglia ringraziare il dio per l'ultima giornata trascorsa, come quelle di tutta la sua vita, in rasserenanti ragionamenti filosofici.

## Le fonti sulla vita
(Pierre Hadot, Elogio di Socrate, Genova, Il Melangolo, 1999, p.13)

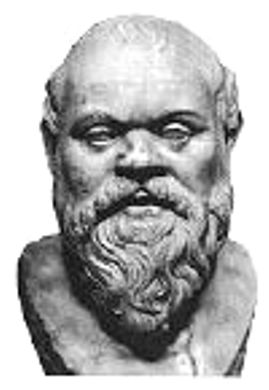
Busto di Socrate come Sileno risalente all'età di Traiano. Socrate fu descritto dai suoi contemporanei, Platone, Senofonte e Aristofane, come fisicamente "brutto". In particolare, nel Simposio platonico, il personaggio Alcibiade lo accosta alla figura dei "Sileni" quegli esseri propri della cultura religiosa greca, a metà tra un dèmone e un animale, che formavano i cortei del dio dell'ebbrezza, Dioniso. Ma la "bruttezza" di Socrate cela, per mezzo di una maschera, qualcos'altro:

È noto il fatto che Socrate non abbia lasciato alcuno scritto per sua scelta personale perché fece dell'oralità lo strumento essenziale del suo "fare filosofia" in forma dialogica. Ricaviamo quindi il pensiero di Socrate dalle opere dei suoi discepoli, tra cui spicca soprattutto il sopraccitato Platone che fu per lungo tempo uno di essi e che condivise, negli scritti giovanili, il pensiero del maestro, a tal punto che risulta difficile distinguere il pensiero socratico da quello platonico, che acquisì poi una maggiore originalità solo nella maturità e nella vecchiaia.
Socrate è descritto da Alcibiade, nel Simposio platonico, come un uomo avanti negli anni e piuttosto brutto, e aggiunge anche che era come quelle teche apribili, installate di solito ai quadrivi, raffiguranti spesso un satiro, che custodivano all'interno la statuetta di un dio. Questo pare quindi fosse l'aspetto di Socrate, fisicamente simile a un satiro, e tuttavia sorprendentemente buono nell'animo, per chi si soffermava a discutere con lui.
Diogene Laerzio riferisce che, secondo alcuni antichi, Socrate avrebbe collaborato con Euripide alla composizione delle tragedie, ispirando in esse temi profondi di riflessione.

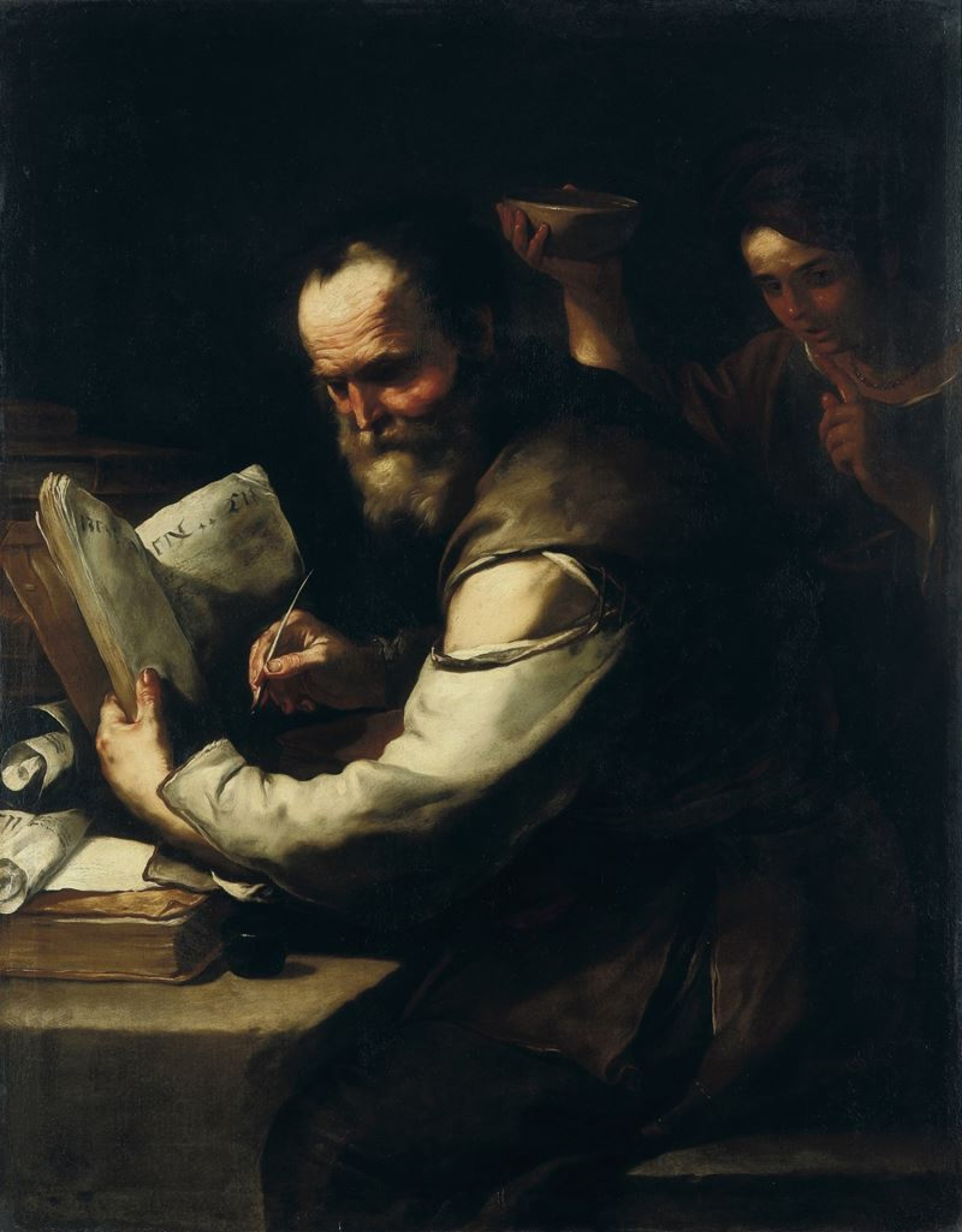
Luca Giordano, Socrate e Santippe

Socrate fu sposato con Santippe, che gli diede tre figli: Lamprocle, Sofronisco e Menesseno. Santippe, secondo alcune fonti, ebbe fama di donna insopportabile e bisbetica (Diogene Laerzio in Vite dei filosofi, II, 36, narra che una volta Santippe, dopo avere ingiuriato il coniuge, «gli versò addosso l'acqua»). Socrate stesso attestò che avendo imparato a vivere con lei era divenuto ormai capace di adattarsi a qualsiasi altro essere umano, esattamente come un domatore che avesse imparato a domare cavalli selvaggi, si sarebbe trovato a suo agio con tutti (Diogene Laerzio, Vite dei filosofi, II, 36-37). Egli d'altra parte era talmente preso dalle proprie ricerche filosofiche al punto da trascurare ogni altro aspetto pratico della vita, tra cui anche l'affetto della moglie, finendo per condurre un'esistenza quasi vagabonda, si è vestito con abiti vecchi e andava a piedi nudi tutto l'anno. Socrate viene anche rappresentato come un assiduo partecipante ai simposi, intento a bere e a discutere. Fu un bevitore leggendario, soprattutto per la capacità di tollerare bene l'alcool al punto che quando il resto della compagnia era ormai completamente ubriaca egli era l'unico a sembrare sobrio.
Un'altra fonte della vita e del pensiero di Socrate è rappresentata dalle opere cosiddette socratiche Apologia di Socrate (Ἀπολογία Σωκράτους), Simposio (Συμπόσιον), Detti memorabili di Socrate (Ἀπομνευμονεύματα Σωκράτους) dello storico Senofonte discepolo di Socrate che la storiografia ottocentesca ha apprezzato per le notizie sulla vita del maestro mentre quella novecentesca le ha considerate di scarso interesse soprattutto se confrontate alle opere platoniche. Dalle opere di Senofonte dedicate al maestro complessivamente l'immagine di Socrate che emergerebbe sarebbe quella di un uomo virtuoso e morigerato, cittadino modello, timorato degli dei, instancabile nel predicare la virtù e nell'esortare i giovani all'obbedienza verso i genitori e le leggi dello Stato. «La critica più recente guarda tuttavia con maggiore equilibrio agli scritti senofontei, riconoscendogli chiarezza e coerenza; la figura di Socrate che se ne ricava spicca per il carattere morale e una certa forma di ascetismo. Molto spazio viene dedicato all'intellettualismo socratico e alle nozioni di bene e di virtù, nonché alla dialettica del maestro...»

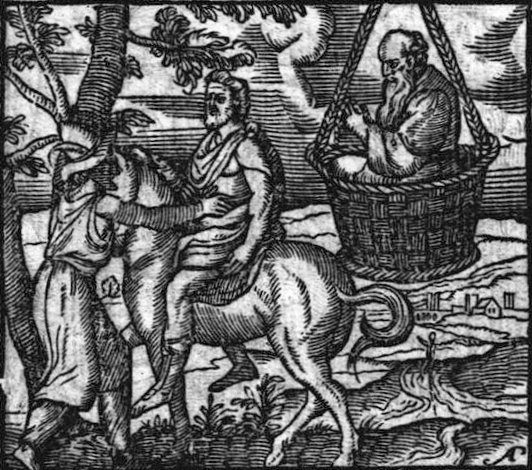
Socrate nella cesta nella commedia Le nuvole di Aristofane. Stampa del XVI secolo

Un'altra testimonianza la troviamo in Le nuvole, commedia di Aristofane dove Socrate viene rappresentato come veniva visto da alcuni ad Atene e cioè come un pedante seccatore perso nelle sue discussioni astratte e campate in aria. Aristofane infatti mostra Socrate dentro una cesta che cala dalle nuvole mentre è tutto intento a delle ricerche strambe e ridicole, come calcolare quanto è lungo il salto della pulce, o quale sia l'origine del ronzio delle zanzare. Aristofane vuole evidentemente fare una caricatura di queste ricerche naturalistiche che egli impropriamente attribuisce a Socrate, e anche avvertire che chi si dedica allo studio della natura in genere è un ateo, che rigetta la religione tradizionale, nella sua commedia ridicolmente sostituita dal culto delle Nuvole.
Testimone indiretto - essendo nato più di un decennio dopo la sua morte - del pensiero socratico è Aristotele, che però risulta poco attendibile poiché egli tende a esporre il pensiero dei filosofi precedenti interpretandolo secondo il suo personale punto di vista, operando distorsioni e fraintendimenti sui concetti originali. Aristotele infatti, presenta la dottrina socratica come incentrata, in un primo tentativo fallito, nell'individuare la definizione del concetto. A questo, secondo Aristotele, mirava la ricerca che si esprimeva nel continuo interrogare (τί ἐστιν; tì estin?, "che cos'è?") che Socrate effettuava nel dialogo: la definizione precisa della cosa di cui si stava parlando. In particolare Aristotele attribuiva a Socrate la scoperta del metodo della definizione e induzione, che considerava l'essenza del metodo scientifico. Stranamente però, Aristotele affermava pure che tale metodo non fosse adatto all'etica. Socrate invece avrebbe erroneamente applicato questo suo metodo all'esame dei concetti morali fondamentali del tempo, come per esempio le virtù di pietà, saggezza, temperanza, coraggio, e di giustizia.
Probabilmente Socrate frequentò il gruppo degli amici di Pericle e conobbe le dottrine dei filosofi naturalisti ionici di cui apprezzava in particolare Anassimandro, fattogli conoscere da Archelao. Nel 454 a.C. essendo presenti ad Atene Parmenide e Zenone di Elea, Socrate ebbe modo di conoscere la dottrina degli eleati come pure fu in rapporti con i sofisti Protagora, Gorgia e Prodico, creduto il suo maestro fino all'età moderna sulla base di Protagora 341a e Menone 96d e Teeteto 151a-d. Quest'ultimo passaggio attribuisce al demone socratico la scelta di coloro che con l'aiuto di Dio potevano progredire nella conoscenza del vero e di quanti dovevano essere rinviati a Prodico, considerato il più vicino alla religiosità e al metodo dialettico di Socrate.
Si sa che fu molto interessato al pensiero di Anassagora ma se ne allontanò per la teoria del νοῦς' 'nūs'' ("la mente") che metteva ordine nel caos primigenio degli infiniti semi. Secondo alcuni interpreti Socrate pensava che questo principio ordinatore dovesse essere identificato con il sommo principio del Bene, un principio morale alla base dell'universo, ma quando invece si accorse che per Anassagora il Nous doveva invece rappresentare un principio fisico, una forza materiale, ne fu deluso e abbandonò la sua dottrina.

## Il contesto storico

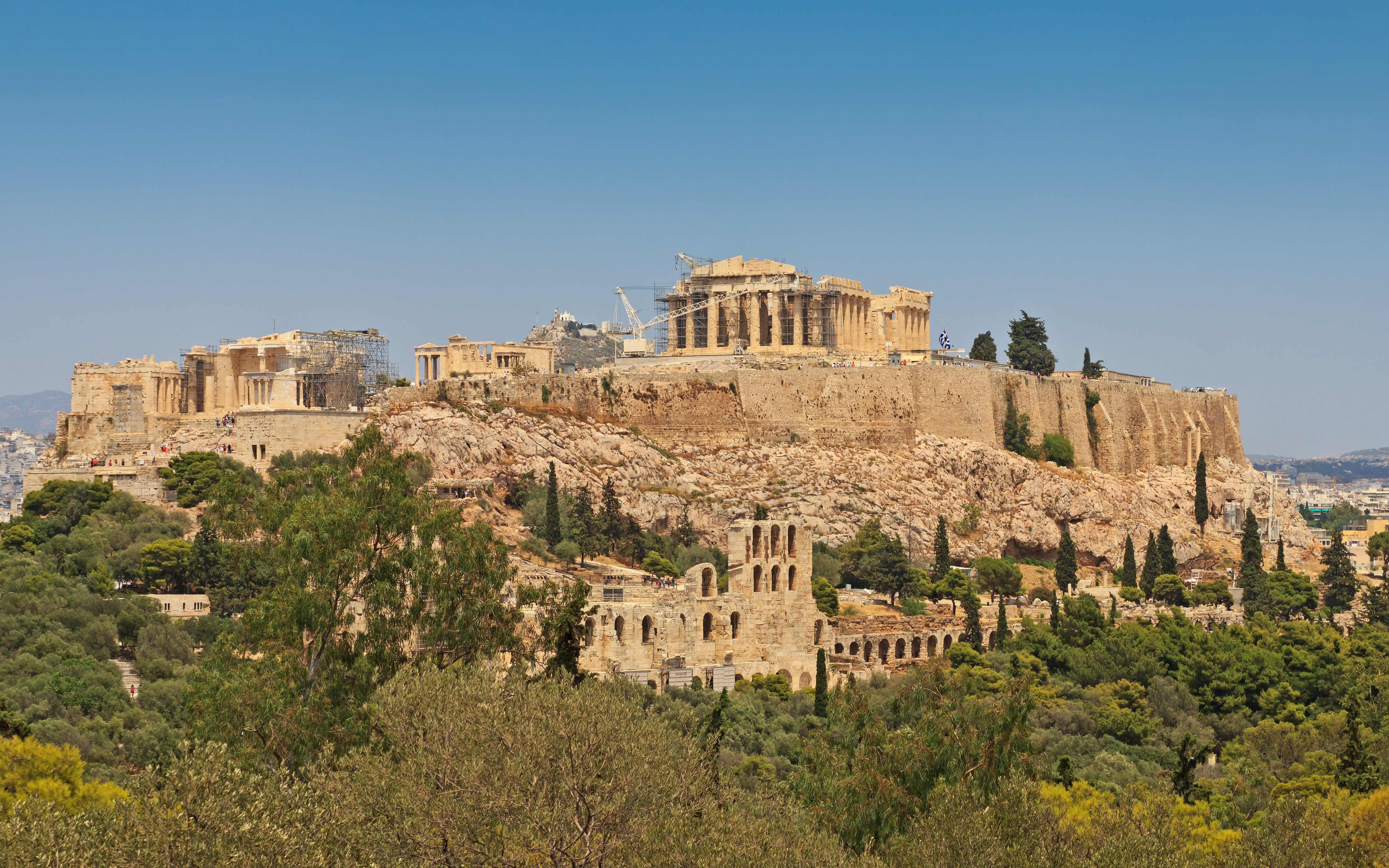
L'Acropoli con il Partenone, raffigurazione del nazionalismo greco al tempo di Pericle

Il periodo storico in cui visse Socrate è caratterizzato da due date fondamentali: il 469 a.C. e il 404 a.C. La prima data, quella della sua nascita, segna la definitiva vittoria dei Greci sui Persiani (battaglia dell'Eurimedonte). La seconda si riferisce a quando all'età dell'oro di Pericle seguirà, dopo il 404 con la vittoria spartana, l'avvento del governo dei Trenta tiranni. Visse durante un periodo di transizione, dall'apice del potere di Atene fino alla sua sconfitta per mano di Sparta e della sua coalizione nella guerra del Peloponneso. Dopo la sconfitta di Atene, nella città greca s'insedió un regime oligarchico e filospartano guidato da Crizia, suo discepolo e zio di Platone. Dopo appena un anno, il governo dei Trenta tiranni decadde e s'instaurò un governo democratico conservatore formato da esiliati politici, guidato da Trasibulo. Egli giudicò Socrate un nemico politico per i rapporti che aveva avuto con Crizia e Alcibiade, suo scapestrato discepolo e presunto amante, accusato di avere tradito Atene per Sparta.
Il nuovo regime democratico voleva riportare la città allo splendore dell'età di Pericle instaurando un clima di pacificazione generale: infatti non perseguitò, com'era abitudine, i nemici del partito avverso ma concesse un'amnistia. Si voleva tornare a creare in Atene una compattezza e solidarietà sociale riproponendo ai cittadini gli antichi ideali e i principi morali che avevano fatto grande Atene. Ma nella città si diffondeva l'insegnamento, seguito con entusiasmo da molti, specie giovani, dei sofisti i quali invece esercitavano una critica corrosiva di ogni principio e verità che si volesse dare per costituita dalla religione o dalla tradizione.

## La dottrina socratica
Molti studiosi di storia della filosofia concordano nell'attribuire a Socrate la nascita di quel peculiare modo di pensare che ha consentito l'origine e lo sviluppo della riflessione astratta e razionale, che sarà il fulcro portante di tutta la filosofia greca successiva. Il primo a sviluppare questa interpretazione della dottrina socratica fu Aristotele che attribuì a Socrate la scoperta del "metodo della definizione" e induzione, che egli considerava uno, ma non l'unico, degli assi portanti del metodo scientifico.

### Sapere di non sapere
Paradossale fondamento del pensiero socratico è il "sapere di non sapere", un'ignoranza intesa come consapevolezza di non conoscenza definitiva, che diventa però movente fondamentale del desiderio di conoscere. La figura del filosofo secondo Socrate è completamente opposta a quella del saccente, ovvero del sofista che si ritiene e si presenta come sapiente, perlomeno di una sapienza tecnica come quella della retorica.
Le fonti storiche che ci sono pervenute descrivono Socrate come un personaggio animato da una grande sete di verità e di sapere, che però sembravano continuamente sfuggirgli. Egli diceva di essersi convinto così di non sapere, ma proprio per questo di essere più sapiente degli altri.
Nell'Apologia di Socrate ci viene descritto come egli abbia preso coscienza di ciò a partire da un singolare episodio. Un suo amico, Cherefonte, aveva chiesto alla Pizia, la sacerdotessa dell'oracolo di Apollo a Delfi, chi fosse l'uomo più sapiente di Atene, e questa aveva risposto che era Socrate. Egli sapeva di non essere sapiente e quindi, poiché l'oracolo non può mentire, il vero significato del suo responso era che solo colui che si reputa ignorante è il vero sapiente.
Ma alla fine del confronto, racconta Socrate, coloro che credevano di essere sapienti, messi di fronte alle proprie contraddizioni (l'aporia socratica) e inadeguatezze, provarono stupore e smarrimento, apparendo per quello che erano: dei presuntuosi ignoranti che non sapevano di essere tali. «Allora capii», dice Socrate, «che veramente io ero il più sapiente perché ero l'unico a sapere di non sapere, a sapere di essere ignorante. In seguito quegli uomini, che erano coloro che governavano la città, messi di fronte alla loro pochezza presero a odiare Socrate».
Egli quindi "investigando e ricercando" conferma l'oracolo del dio, mostrando così l'insufficienza della classe politica dirigente. Da qui le accuse dei suoi avversari: egli avrebbe suscitato la contestazione giovanile insegnando con l'uso critico della ragione a rifiutare tutto ciò che si vuole imporre per la forza della tradizione o per una valenza religiosa. Socrate in realtà (sempre secondo la testimonianza di Platone) non intendeva affatto contestare la religione tradizionale, né corrompere i giovani incitandoli alla sovversione.

### La scoperta dell'anima umana
Secondo l'interpretazione data da John Burnet (1863-1928), Alfred Edward Taylor (1869-1945), Werner Jaeger, anche se non condivisa da tutti, Socrate fu di fatto il primo filosofo occidentale a porre in risalto il carattere personale dell'anima umana.
È l'anima, infatti, a costituire la vera essenza dell'uomo. Sebbene la tradizione orfica e pitagorica avessero già identificato l'uomo con la sua anima, in Socrate questa parola risuona in forma del tutto nuova e si carica di significati antropologici ed etici:
(Apologia di Socrate, traduzione di Giovanni Reale, Rusconi, 1993)
Mentre gli Orfici e i Pitagorici consideravano l'anima ancora alla stregua di un demone divino, Socrate la fa coincidere con l'io, con la coscienza pensante di ognuno, di cui egli si propone come maestro e curatore. Non sono i sensi a esaurire l'identità di un essere umano, come insegnavano i sofisti, l'uomo non è corpo ma anche ragione, conoscenza intellettiva, che occorre rivolgere a indagare la propria essenza. Non solo Platone in diversi passi dei suoi dialoghi, ma anche la cosiddetta tradizione "indiretta" testimoniano come Socrate, al contrario dei sofisti, riconducesse la cura dell'anima alla conoscenza dell'intima natura umana nel senso su indicato.
In proposito è stato rilevato:
(Taylor, Socrate, cit. in F. Sarri, Socrate e la nascita del concetto occidentale di anima, Vita e Pensiero, Milano 1997)
Gabriele Giannantoni ha contestato questi esiti, in particolare la dottrina dell'anima andrebbe riportata esclusivamente al pensiero platonico secondo la cosiddetta interpretazione "evolutiva" della filosofia platonica, che però è piuttosto antiquata e messa già in crisi dal nuovo paradigma interpretativo della scuola di Tubinga, cioè l'idea che nel suo lungo itinerario filosofico Platone avesse sviluppato e mutato, anche profondamente, il suo pensiero, passando gradatamente da una fase giovanile di preponderante impegno apologetico nei confronti di Socrate, di difesa della sua memoria e di riflessione appassionata sulla sua eredità filosofica, a una fase di progressivo distacco dal maestro (la fase della cosiddetta "crisi del socratismo"), fino alla conquista della sua piena maturità e originalità, caratterizzata dalla dottrina delle idee, dalla dottrina della natura e del destino dell'anima umana e dalla costruzione del suo grande edificio filosofico ed etico-politico».
Occorrerebbe cioè constatare « [...] il riconoscimento nell'attività di Platone, di una fase letteraria giovanile, alla quale venivano fatti risalire quei dialoghi (Ippia minore, Liside, Carmide, Lachete, Protagora, Eutifrone, Apologia e Critone) nei quali manca ogni riferimento alla dottrina delle idee, qualsiasi indagine di filosofia della natura e di antropologia, non compare la dottrina dell'immortalità dell'anima e ci si limita a indagini morali, considerate tradizionalmente più proprie del Socrate storico»
L'Apologia di Socrate resta comunque, secondo Giovanni Reale, la testimonianza più attendibile in favore della tesi che vede Socrate come lo scopritore del concetto occidentale di anima:
(G. Reale, introduzione a Socrate e la nascita del concetto occidentale di anima, Vita e Pensiero, Milano 1997, p. XVI.)

### Ildáimon(δαίμων) socratico
Socrate affermava di credere, oltre agli dèi riconosciuti dalla polis, anche in una particolare divinità minore, appartenente alla mitologia tradizionale, che egli indicava con il nome di dáimōn. Il dáimon per Socrate non aveva il significato anche negativo che altri autori greci classici evidenzieranno ma era un essere divino inferiore agli dèi ma superiore agli uomini che possiamo intendere anche con il termine genio. Socrate si diceva tormentato da questa voce interiore che si faceva sentire non tanto per indicargli come pensare e agire, ma piuttosto per dissuaderlo dal compiere una certa azione. Socrate stesso dice di essere continuamente spinto da questa entità a discutere, confrontarsi, e ricercare la verità morale. Kant avrebbe successivamente paragonato questo principio "divino" all'imperativo categorico, alla coscienza morale dell'uomo.

### Conosci te stesso

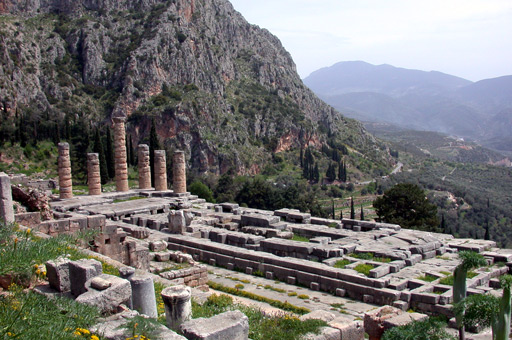
Il tempio di Apollo a Delfi

Il motto "ΓNΩΘΙ ΣEΑΥΤΟN" ("Γνῶθι σεαυτόν" - Gnòthi seautòn, «Conosci te stesso»), risalente alla tradizione religiosa di Delfi, voleva significare, nella sua laconica brevità, la caratteristica dell'antica sapienza greca: quella dei sette sapienti. Il significato originario, dedotto da alcune formule a noi pervenute (Nulla di troppo, Ottima è la misura, Non desiderare l'impossibile), era quello di volere ammonire a conoscere i propri limiti, «conosci chi sei e non presumere di essere di più»; era dunque un'esortazione a non cadere negli eccessi, a non offendere la divinità pretendendo di essere come il dio. Del resto tutta la tradizione antica mostra come l'ideale del saggio, colui che possiede la sophrosyne ("prudenza", "temperanza"), sia quello di conseguire la moderazione e di rifuggire il suo opposto: la tracotanza e la superbia (ὕβρις, Hýbris).

### La maieutica
Il termine maieutica viene dal greco μαιευτική (maieutikḕ; sottinteso: τέχνη téchnē). Letteralmente, sta per "l'arte della levatrice" (o "dell'ostetrica"), ma l'espressione designa il metodo socratico così come è esposto da Platone nel Teeteto. L'arte dialettica, cioè, viene paragonata da Socrate a quella della levatrice, il mestiere di sua madre: come quest'ultima, il filosofo di Atene intendeva "tirare fuori" dall'allievo pensieri assolutamente personali, al contrario di quanti volevano imporre le proprie vedute agli altri con la retorica e l'arte della parola come facevano i sofisti. Parte integrante di questo metodo è il ricorso a battute brevi (brachilogia) in opposizione ai lunghi discorsi (macrologia) del metodo retorico dei sofisti.
Nel Teeteto platonico Socrate afferma:
(Platone, Teeteto, 151d)

## Differenze con i sofisti
Socrate, a differenza dei sofisti, che egli definiva "prostituti della cultura" poiché professavano la loro arte a scopo di lucro, filosofava per semplice amore del sapere e soprattutto mirava a convincere l'interlocutore non ricorrendo ad argomenti retorici e suggestivi, ma sulla base di argomenti razionali. Socrate si presentava così come una persona anticonformista, che in opposizione alle convinzioni della folla rifugge il consenso e l'omologazione: garanzia di verità è per lui non la condivisione irriflessa, ma la ragione che porta alla reciproca persuasione.
Si è detto inoltre come egli non lasciò niente di scritto della sua filosofia perché pensava che, come il bronzo che percosso emette sempre lo stesso suono, la parola scritta non risponde alle domande e alle obiezioni dell'interlocutore, ma interrogata fornisce sempre la stessa risposta. Per questo i dialoghi socratici appaiono spesso "inconcludenti", non nel senso che girano a vuoto, ma piuttosto che non chiudono la discussione, perché la conclusione rimane sempre aperta, pronta a essere rimessa nuovamente in discussione.
Tuttavia, come è stato evidenziato, la filosofia stessa di Socrate segna il passaggio da un tipo di cultura orale, basata sulla tradizione mimetico-poetica, a una mentalità di tipo concettuale-dialettico, preludio di un'alfabetizzazione maggiormente diffusa. Socrate è ancora l'ultimo rappresentante della cultura orale, ma in lui già si avvertirebbe l'esigenza di un sapere astratto e definitivo, da esprimere in forma scritta, esigenza che sarà fatta propria da Platone, che d'altra parte conserverà nello scritto filosofico la forma dialogica, che svanirà nelle opere della vecchiaia, dove il dialogo sarà semplicemente quello dell'anima con sé stessa. Lo stesso Platone d'altronde affermava che la sua filosofia va ricercata altrove rispetto ai suoi scritti.
Il fatto che Socrate preferisse il discorso orale a quello scritto è il motivo per cui egli era stato confuso con i sofisti. Secondo Platone è questa una delle colpe di Socrate: lui che era vero sapiente si dichiarava ignorante e i sofisti, veri ignoranti, facevano professione di sapienza. In questo modo il maestro contribuiva a confondere il vero ruolo della filosofia ed egli stesso al processo, pur avendo rifiutato l'aiuto di un celebre "avvocato" sofista, per l'abitudine di dialogare con chiunque in strada e nei più diversi luoghi, era stato ritenuto dagli ateniesi un sofista.

### Maestro della paideia
È pur vero che Socrate come i sofisti metteva in discussione un certo modo di intendere l'ideale educativo della paideia, ma con intenti del tutto opposti: i sofisti con lo scopo di dissolverlo, Socrate invece con lo scopo di tutelarlo.
La paideia esaltava lo spirito di cittadinanza e di appartenenza costituendolo come elemento fondamentale alla base dell'ordinamento politico-giuridico delle città greche. L'identità dell'individuo era pressoché inglobata da quell'insieme di norme e valori che costituivano l'identità del popolo stesso: per questo più che un procedimento educativo o di socializzazione potrebbe essere definito come processo di uniformazione all'ethos politico.
La dottrina dei sofisti si poneva contro questa omologazione della paideia, da essi giudicata "conservatrice" e prevaricatrice; essi miravano perciò a contestarne la verità, tramite l'arte della retorica e a fare apparire vero ciò che a loro conveniva, prevalendo con la parola sull'altro e ad annullare qualsiasi valore di verità e giustizia sostituendovi il proprio egoistico interesse. Socrate invece voleva piuttosto verificare e smascherare se sotto quell'ideale educativo non vi fosse quello di addormentare le coscienze critiche a scopi di potere personale.
Ed è così che la scoperta socratica dell'anima umana assume toni decisamente educativi e morali. Secondo Platone, infatti, Socrate è l'unico che intende correttamente il senso della politica, come capacità di rendere migliori i cittadini. Socrate li esorta a occuparsi, più che delle cose della città, della città stessa. In lui c'è pertanto uno stretto legame tra filosofia e politica, che in Platone diventerà esplicito, ma in Socrate già affiora come esigenza di anteporre sempre il bene della città e il rispetto delle leggi agli egoismi dei singoli.
(Apologia di Socrate, 29 d - 30 b, trad. di E. Turolla, Milano-Roma 1953)

### Brachilogia e ironia
D'altra parte è vero che anche lui esaltava la parola, ma, al contrario dei sofisti che usavano il monologo e che praticamente parlavano da soli, il suo discorrere era un dià logos, una parola che attraversava i due interlocutori. Mentre i sofisti infatti miravano ad abbindolare l'interlocutore usando il macròs logos, il grande e lungo discorso che non dava spazio alle obiezioni, Socrate invece dialogava con brevi domande e risposte (la cosiddetta brachilogia socratica – letteralmente "breve dialogare") proprio per dare la possibilità di intervenire e obiettare a un interlocutore che egli rispettava per le sue opinioni.
Un'altra caratteristica del dialogo socratico, che lo distingueva dal discorso torrentizio dei sofisti, era il continuo domandare di Socrate su quello che stava affermando l'interlocutore; sembrava quasi che egli andasse alla ricerca di una precisa definizione dell'oggetto del dialogo. «Ti estì», "che cos'è" [quello di cui parli]?
A tali interrogativi, per esempio alla domanda «che cos'è la viltà?», l'interlocutore rispondeva sempre con un elenco di casi vili: vile è chi danneggia gli altri, chi si comporta in modo disonorevole... Socrate, tuttavia, contestando i singoli esempi, non si accontentava di questo sterile catalogo, bensì sembrava volere ricercare la definizione della viltà in sé stessa tale che rappresentasse una verità indiscutibile. Alla fine, non riuscendoci, l'interlocutore dichiarava la propria ignoranza che era il punto a cui Socrate voleva arrivare.
È questa infatti l'ironia di Socrate che, per non demotivare l'interlocutore e per fare in modo che egli senza imposizioni si convinca, finge di non sapere quale sarà la conclusione del dialogo, accetta le tesi dell'interlocutore e le prende in considerazione, portandola poi ai limiti dell'assurdo in modo che l'interlocutore stesso si renda conto che la propria tesi non è corretta.
Chi dialoga con Socrate tenterà varie volte di dare una risposta precisa ma alla fine si arrenderà e sarà costretto a confessare la sua ignoranza. Proprio questo sin da principio sapeva e voleva Socrate: la sua non era fastidiosa pedanteria ma il volere dimostrare che la presunta sapienza dell'interlocutore fosse in realtà ignoranza. Come scrive infatti Senofonte:
(Memorabili, I, 1, 11-16)

## La "questione socratica"
Di Socrate, Kierkegaard sosteneva che l'unica cosa certa era che fosse esistito. Ne Il concetto dell'ironia mette a confronto l'ironia di Socrate con quella di Friedrich von Schlegel e Ludwig Tieck, biasimando il carattere distruttivo di questi ultimi e lodando Socrate perché fu il primo esempio di contrapposizione della propria soggettività al punto di vista universale etico-politico.
Come per la cosiddetta "questione omerica" è stata posta così una "questione socratica", riferita non solo al suo pensiero ma anche alle notizie della sua vita, su cui si sono cimentati diversi autori: Olof Gigon, Heinrich Maier, Francesco Adorno, Jean Brun, Gregory Vlastos, Jan Patočka, Giovanni Reale.

## I discepoli

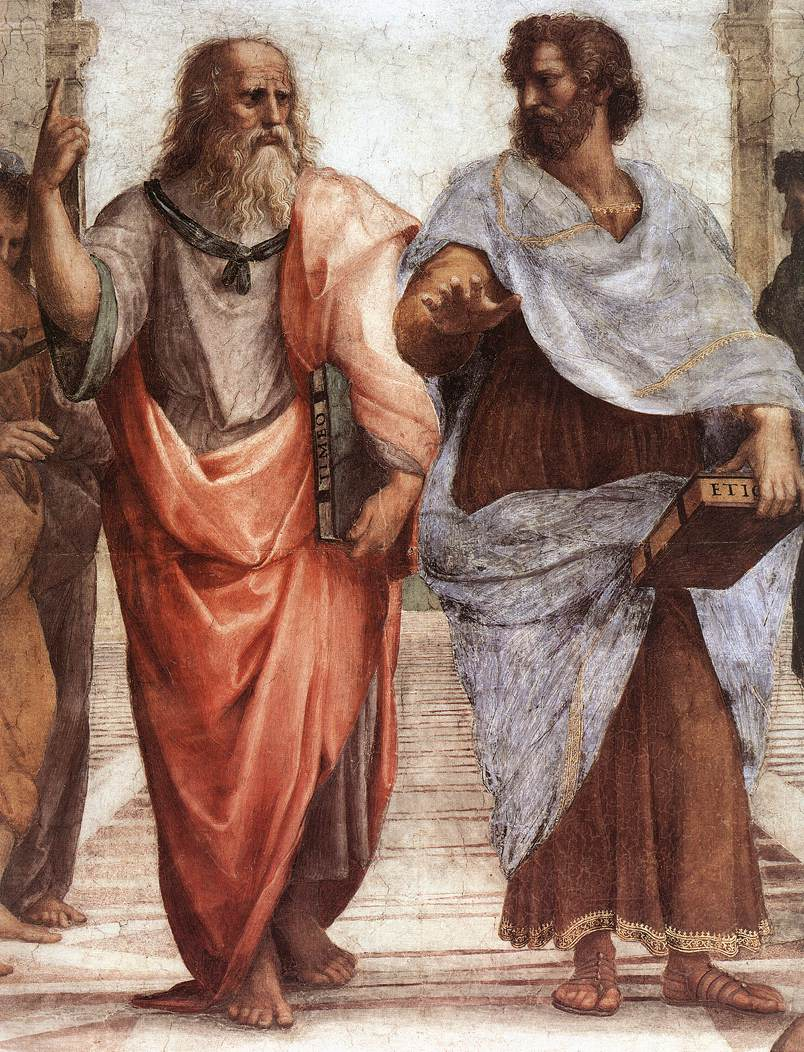
Platone e Aristotele (particolare di La Scuola di Atene, di Raffaello)

Fra i discepoli di Socrate più importanti vi fu Platone, che fu a sua volta maestro di Aristotele che formerà con i primi due quel trio composto dai pensatori tra i più influenti della storia della filosofia occidentale. Anche se non rinomato come Platone, tra gli allievi di Socrate vi fu Antistene, che fu maestro di Diogene di Sinope e che riprese il tema del dubbio socratico facendone il fulcro della corrente dei cinici, dalla quale nacque, con Zenone di Cizio, lo stoicismo che annoverava tra i suoi membri Cicerone, Seneca e Marco Aurelio. Anche Aristippo, allievo di Socrate, sviluppò la concezione socratica dell'eudemonia che venne rielaborata e sviluppata ulteriormente da Epicuro e dalla sua scuola degli epicurei.
Giovanni Reale considera tutte le correnti filosofiche principali dell'età ellenistica (epicureismo, stoicismo, scetticismo e cinismo) come "scuole socratiche minori".

## Influenza culturale
Già i primi scrittori cristiani videro in Socrate uno dei massimi esponenti di quella tradizione filosofica pagana che, pur ignorando il messaggio evangelico, più si era avvicinata ad alcune verità del Cristianesimo. Il martire cristiano san Giustino, nell'Apologia prima (XLVI, 3), sosteneva che «coloro che vissero con il Logos sono cristiani, anche se furono ritenuti atei, come tra gli Elleni, Socrate, Eraclito e quelli simili a loro».
Per le vicende della sua vita e della sua filosofia che lo condussero al processo e alla condanna a morte è stato considerato, dal filosofo e classicista austriaco Theodor Gomperz, il «primo martire per la causa della libertà di pensiero e d'investigazione».

## Cinematografia
- Processo e morte di Socrate, regia di Corrado D'Errico (1939)
- Barefoot in Athens, regia di George Schaefer (1966)
- Socrate, regia di Roberto Rossellini (1971)
- Il banchetto di Platone, regia di Marco Ferreri (1989)
- Su tutti i film che hanno portato la figura di Socrate al cinema si veda: Daniele Calzetta, Socrate al cinema, Mimesis, Milano 2023, 176 pp., ISBN 9788857593494

### Raccolta delle fonti
- Socratis et Socraticorum Reliquiae Archiviato il 5 marzo 2016 in Internet Archive.. Collegit, disposuit, apparatibus notisque instruxit G. Giannantoni, Naspoli, Bibliopolis, 1990 quattro volumi, 2090 pp. (raccolta delle testimonianze in greco e latino)
- Gabriele Giannantoni (a cura di), Socrate. Tutte le testimonianze, da Aristofane e Senofonte ai Padri cristiani, Bari, Laterza, 1971, ISBN non esistente.
- Senofonte, Tutti gli scritti socratici: Apologia di Socrate-Memorabili-Economico-Simposio, a cura di Livia De Martinis, Milano, Bompiani, 2013.
- Filodemo di Gadara, Testimonianze su Socrate, a cura di Eduardo Acosta Méndez e Anna Angeli, Napoli, Bibliopolis, 1992. (testi tratti dai Papiri di Ercolano).